# 안필로지노 과리시
앙필로키우 과리시 마르케스(포르투갈어: Amphilóquio Guarisi Marques; 1905년 12월 26일, 상 파울루 주 상 파울루 ~ 1974년 6월 8일, 상 파울루 주 상 파울루)는 이탈리아계 브라질인 축구 선수로, 현역 시절 공격수로 활동했다. 브라질에서 활동하던 시절에는 필로(포르투갈어: Filó)로 이탈리아 무디에서는 안필로지노 과리시(이탈리아어: Anfilogino Guarisi aɱfiˈlɔːdʒino ɡwaˈriːzi[*])로 알려진 선수였다. 그는 현역 시절에 브라질과 이탈리아 국가대표팀 일원으로 모두 국제 대회에 출전한 경력이 있고, 이탈리아 국가대표팀 일원으로는 1934년 월드컵 우승을 거두었다.

## 경력
상 파울루 출신인 과리시는 그의 부친 마누에우 아우구스투 마르케스가 회장을 역임하던 포르투게자에서 1922년에 신고식을 치렀다.
1925년, 그는 파울리스타누로 이적하여 전설적인 아르투어 프리덴라이히와 동행했다. 같은 해, 그는 유럽에서 프랑스와의 친선 경기에 득점을 거두어 파울리스타누가 프랑스를 7-2로 대승을 거두는 데 일조했다.
1925년 12월 6일, 그는 파라과이를 상대로 브라질 국가대표팀 첫 경기를 뛰었다. 경기 결과는 5-2였고, 필루는 이 경기에서 1골을 득점했다. 그는 1925년 남미 축구 선수권 대회의 준우승을 거둔 선수단에 이름을 올렸다.
파울리스타누 소속으로, 그는 캄페오나투 파울리스타를 1926년에 우승했고,(그는 이 리그에서 16골로 득점왕에 등극했다) 1927년과 1929년에는 아마추어 축구 리그를 우승했다. 1929년, 그는 코린치앙스 소속으로 파울리스타 체육 협회(당시 상 파울루의 양대 축구 리그 중 하나) 리그를 우승했다. 1930년, 그는 코린치앙스에서 캄페오나투 파울리스타를 1번 더 우승했다.
그는 우루과이에서 열린 1930년 월드컵 선수단 발탁을 기대했지만, 히우 지 자네이루와 상 파울루 리그 간의 오해로 인해 히우측 선수만 이 대회에 참가했다. 필루, 프리덴라이히를 비롯한 상 파울루 리그 선수들은 우루과이로 가지 못했다. 상 파울루 리그 소속으로 유일하게 월드컵 선수단에 발탁된 선수는 산투스와 소송중이었던 아라켄뿐이었다.
1931년, 필루는 이탈리아의 라치오로 건너갔다. 그는 이탈리아에서 성씨인 과리시로 불렸다. 하양-하늘 군단(biancoceleste) 소속으로, 그는 이탈리아계 브라질인 가문 판토니 가문의 니낭, 니니뉴, 그리고 니지뉴와 한배를 탔고, 이들은 각각 판토니 1호, 판토니 2호, 판토니 3호로 수식되었다. 당시의 라치오 선수단은 "브라질라치오"로 수식되었다.
1932년, 이탈리아 모친을 둔 과리시는 이탈리아 시민권을 받아 1931-32년 중부 유럽 선수권 대회에서 준우승을 거두었고, 1933-35년 중부 유럽 선수권 대회에는 우승을 거두었고, 1934년 월드컵에서도 정상에 올랐으며, 그에 따라 브라질 태생으로는 월드컵을 우승한 최초의 선수가 되었다. 이탈리아가 이 대회에서 치른 예선전(그리스와의 경기)에서, 과리시는 푸른 군단(Squadra Azzurra)의 첫 월드컵 예선전 경기에서 득점을 올렸다. 이 경기에서, 그는 라치오 동료인 판토니 2호와 동반 출격했다.
그는 1937년에 캄페오나투 파울리스타의 코린치앙스로 복귀했다. 그는 상 파울루의 이탈리아인이 운영하는 축구단 팔레스트라 이탈리아(현 파우메이라스)에서 마지막 파울리스타 우승을 거두었다.

## 수상

### 국가대표팀
이탈리아
이탈리아
- 월드컵: 1934
- 중부 유럽 선수권 대회
  - 우승: 1933-35
  - 준우승: 1931-32